# Кристијан Борха
Кристијан Мартинез Борха (порт. Cristian Martínez Borja; 1. јануар 1988) је колумбијски фудбалер који игра на позицији офанзивног везног играча и нападача.

## Каријера
Борха је током 2010. године шест месеци играо за Фламенго као позајмљени играч из бразилског трећелигаша Кашијас до Сула, у коме је скренуо пажњу голгетерским учинком и с којим је тада имао важећи уговор. За екипу Фламенга је одиграо свега седам утакмица.
У децембру 2010. Борха долази на позајмицу у Црвену звезду, на препоруку Дејана „Рамба“ Петковића. У дресу београдских „црвено-белих”, које је тада тренирао Роберт Просинечки, Борха је одиграо други део сезоне 2010/11. и целу 2011/12. сезону. На укупно 43 првенствене утакмице забележио је 11 голова. Освојио је Куп Србије у сезони 2011/12.
Након што је отишао из Звезде задужио је опрему колумбијског Санта Феа, где се задржао годину дана, а касније је три сезоне носио опрему Веракрузa. Додуше, једну полусезону провео је у Буапу, а 2016. је потписао за Америку де Кали.

## Трофеји
Црвена звезда
- Куп Србије (1) : 2011/12.